# 肺挫伤
肺挫傷是由胸部創傷引起的肺部瘀傷。由於微血管受損，血液和其他液體會積聚在肺組織中。多餘的液體會干擾氣體交換，可能導致氧氣水平不足（缺氧）。與肺裂傷（另一種肺損傷）不同，肺挫傷不涉及肺組織的割傷或撕裂。
肺挫傷通常由鈍挫傷直接造成引起，但也可能由爆炸傷或與穿透傷相關的衝擊波引起。兩次世界大戰中大量的爆炸物傷害，使得爆炸導致的肺挫傷受到重視。到了1960年代，一般大眾也漸漸注意到肺挫傷－－通常是由交通事故造成的。使用安全帶和安全氣囊可降低車輛內乘客與駕駛的風險。
肺挫傷的診斷乃基於受傷機轉、理學檢查和胸部 X 光片。典型的病徵和症狀包括身體創傷的直接影響（例如胸痛和咳血），以及身體未能獲得足夠氧氣的跡象（例如發紺）。一般而言，支持治療下肺挫傷可自行恢復，通常只需要補充氧氣和密切監測，不過病人可能需要重症監護。但如果呼吸受到嚴重影響，病人可能需要接受呼吸器治療。此外，可能需要補充輸液以使病人有足夠的血管內容積，但輸液治療必須謹慎，因為體液過多會加重肺水腫而可能致命。
肺挫傷的嚴重程度變化很大。小挫傷可能對健康幾乎沒有影響，但肺挫傷卻也是最常見的致命性胸部創傷（嚴重胸部傷害病人有 30-75% 發生肺挫傷）。肺挫傷病人的死亡風險約為 14-40%。肺挫傷通常伴有其他損傷；雖然病人經常死於相關傷害，但肺挫傷被認為是四分之一到一半的病人的直接死因。兒童發生肺挫傷的風險較高，因為兒童的骨骼較為柔韌、衝擊力容易傳遞到肺部。肺挫傷的常見併發症是肺炎和急性呼吸窘迫症候群，可能導致長期呼吸功能障礙。

## 肺部外傷

肺泡構造圖

肺挫傷和肺裂傷都是對肺組織的損傷。在肺裂傷，肺組織被撕裂或切割，但肺挫傷並無巨觀構造遭到破壞。肺裂傷導致傷口處充滿血液，造成肺血腫（血液積聚成塊，但並未沿著肺組織散布）；肺挫傷則是肺泡（充滿空氣而負責氣體交換的的小囊）出血。當肋膜腔（肺外空間）積聚血液（血胸）、空氣（氣胸），或兩者兼有（氣血胸）時，可能會導致肺塌陷。這些情況並不直接傷及肺組織，但可能伴有肺組織的損傷。胸壁損傷（包括肋骨骨折和連枷胸）也不等同於肺損傷，但仍可能伴有肺損傷。在連枷胸，病人的多根肋骨斷裂，使得胸壁的某區域與胸壁的其餘部分分離並獨立移動。

## 病徵與症狀
肺挫傷的臨床表現可能並不明顯。輕微肺挫傷的病人可能根本沒有症狀。但肺挫傷經常會出現與肺本身受損或是其它相伴損傷的病徵（客觀徵像）和症狀（主觀感覺）。由於氣體交換受到影響，病徵與症狀通常與低血氧飽和度有關，例如動脈血氣體分析發現血中氧濃度過低，以及發紺（皮膚和粘膜泛藍）。病人常有呼吸困難，對運動的耐受程度可能會降低。其它徵象還有呼吸急促和心率加快。更嚴重的肺挫傷，以聽診器聽診可能發現呼吸音減弱，或是發現囉音（呼吸時的雜音）。嚴重肺挫傷病人可能會有水樣痰液。病人呼吸可能會有喘鳴音，也可能會有咳嗽；高達一半的病人出現咳血或血痰。病人的心臟輸出量可能會減少，低血壓也是常見的現象。此外，由於胸壁損傷，肺挫傷附近的胸壁可能會有疼痛，或是在觸診時發現壓痛。
但肺挫傷的病徵與症狀可能會因時間進展而漸漸出現，多達一半的病例最初並無症狀。損傷越嚴重，症狀惡化越快。嚴重肺挫傷可能會在受傷後三、四個小時內迅速出現症狀。低血氧症一般通常在受傷後 24-48 小時內逐漸惡化。肺挫傷的病程惡化常常需時數天，但如不及時治療，可能迅速惡化或死亡。

## 成因

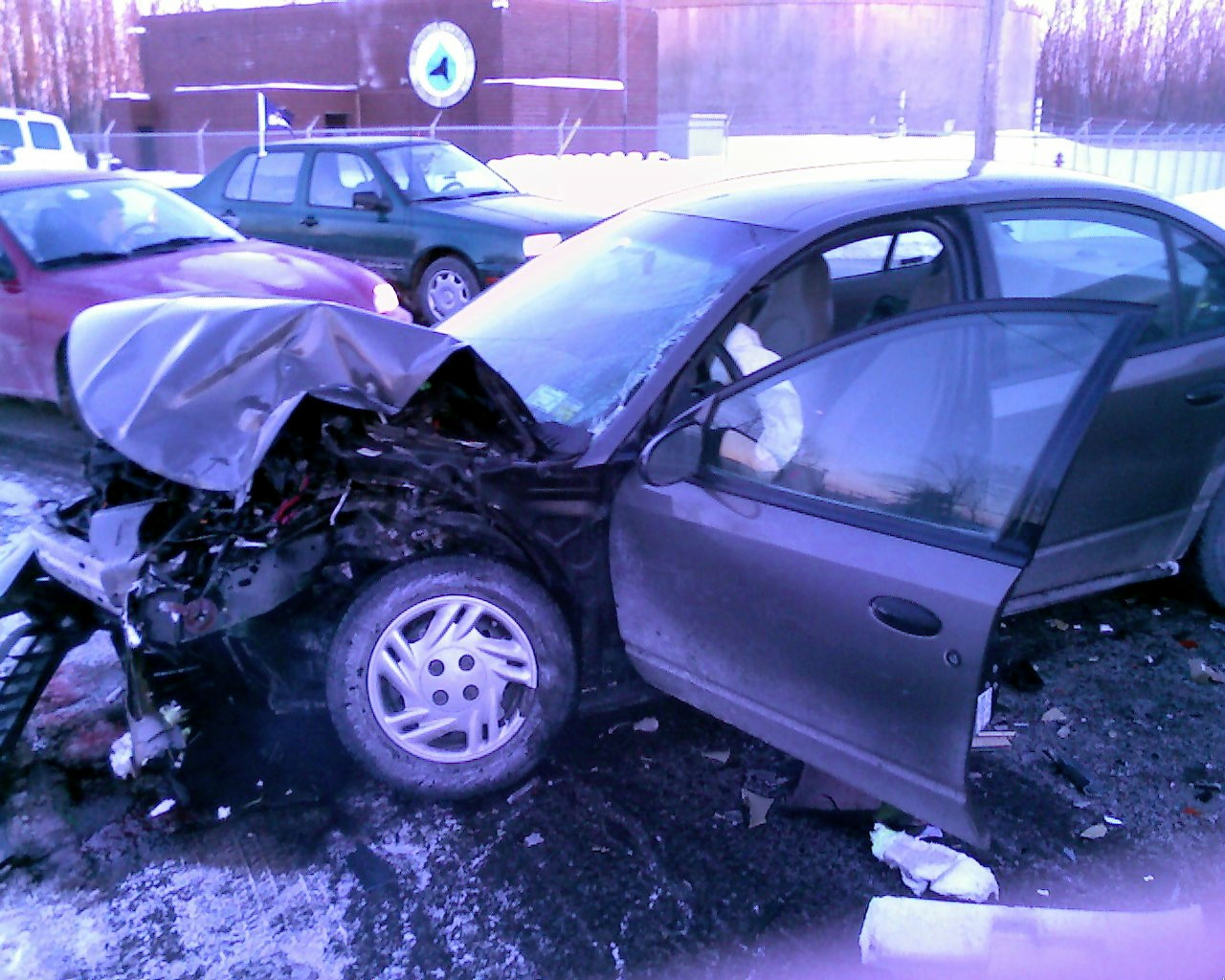
機動車輛碰撞是最常見的肺挫傷原因。

肺挫傷通常導因於移動中的胸部撞擊到固定物時的激烈減速，是胸部鈍挫傷中最常見的損傷，可見於 25-35% 的病例。大約 70% 的病例來自於車禍，最常見的是胸部撞擊汽車內部。其它原因還有跌倒、襲擊和運動傷害。爆炸傷害也可能導致肺挫傷；最容易受到爆炸傷害的器官是那些內含有氣體的器官，例如肺，結果導致嚴重的肺挫傷、出血或水腫，伴有肺泡和血管損傷。這是爆炸中第一時間並未死亡的人後續的主要死因。爆炸導致的肺挫傷特別之處在於胸壁可能並未受傷，而其它機轉所致的肺挫傷常並存其他部位的傷害。
穿透傷也可造成肺挫傷。快速移動的物體穿透肺部所造成的挫傷，發生物體穿過組織路徑的周邊。壓力波將組織推開，暫時形成空腔，雖然組織輕易回到原位，但已受損。伴隨於槍傷和刀傷的肺挫傷通常並不是受害者預後的主要決定因素；與鈍挫傷相比，穿透性創傷引起的肺損傷範圍較小。例外的是霰彈槍傷，可能因為爆炸傷而嚴重損害大範圍的肺組織。

## 創傷機制
雖然肺挫傷發生過程中的物理現象仍不明瞭，但已知當胸壁遭受撞擊時向內彎曲時，會壓擠肺組織。另外還有三種可能機制：慣性效應、剝落效應和內爆效應。
- 慣性效應：由於各種組織密度不同，受力時加速或減速的速率不同，[10]故較輕的肺泡組織從較重的肺門構造處撕裂下來，就像頭部損傷時的瀰漫性軸索損傷一樣。[5]
- 剝落效應：衝擊波接觸肺組織時，在肺泡壁與肺泡中的空氣形成氣體－液體介面處，肺組織會破裂或撕裂。[20] [5][27]  剝落效應發生在密度差異很大的區域；緻密組織的顆粒剝落而成較不緻密的顆粒。[28]
- 內爆效應：當壓力波穿過含有氣泡的組織時，氣泡先內爆然後反彈並膨脹到比原始體積還大。[29]氣泡造成許多微小的爆炸而損傷組織；[29]氣泡過度膨脹會拉伸並撕裂肺泡。[30][31]當氣道中的壓力急劇增加時，據信會發生此微觀效應。[26]

挫傷通常發生在撞擊部位正下方的肺部，但與腦部外傷一樣，撞擊對面的部位也可能發生對衝挫傷。重擊前胸可能導致肺後部的挫傷，因為衝擊波穿過胸部至中彎曲的胸壁後部而後能量反射集中於肺後部。當背部受到重擊，肺前部可能會出現類似的情形。
轉移到肺部的能量主要取決於胸壁的順應性（柔軟度）。兒童的肋骨較有彈性，肋間軟骨的骨化程度較低，其胸部較柔韌。受到撞擊時，兒童的胸壁彎曲，所吸收的力量較小，而有較多的力傳遞到其下的器官。 成年人的胸壁骨化程度較高，會吸收更多的力量，而向下傳遞的力量較少。因此發生肺挫傷的兒童經常並沒有肋骨骨折，而老年人則比較容易發生骨折。 一項研究發現，62% 的兒童肺挫傷和 80% 的成人肺挫傷案例伴有骨折。

## 病理生理學

正常情況下，氧氣和二氧化碳擴散穿過毛細血管、肺泡膜、間質空間（上圖）。液體影響擴散作用，使得血中含氧量減少（下圖）。

肺挫傷導致出血和液體滲入肺組織，肺組織變得僵硬並失去其正常彈性。在受傷後的最初 72 小時內，肺部的水含量增加，較嚴重的情況下可能導致明顯的肺水腫。整體而言，肺挫傷可能隨著時間而惡化，導致缺氧。

### 出血與水腫
挫傷部位遭撕裂的毛細血管會使體液滲漏到周圍的組織裡。肺泡和毛細血管之間的膜被撕裂，損傷導致血液和液體滲入肺泡和肺的間質空間（細胞周圍的空間）。創傷越嚴重，水腫、出血和肺泡撕裂就越嚴重。  肺挫傷的特徵是外傷導致肺泡與氣道結構和血管分離時，發生了微觀尺度的出血。血液最初聚集在間質空間，受傷後一至兩個小時出現水腫。發生挫傷的肺，出血區域周邊通常會有水腫區域。在正常肺部的氣體交換中，二氧化碳以擴散作用通過毛細血管內皮、間質空間和肺泡上皮；氧氣則以反向擴散。 堆積的液體干擾氣體交換，並可能使得肺泡因水腫與出血而充滿蛋白質與塌陷。 損傷面積越大，對呼吸的影響越嚴重。

### 肺實質化與塌陷
肺挫傷可導致部分肺部發生實質化、肺泡塌陷，以及範圍不一的肺塌陷。正常情況下充滿空氣的肺，如因病理變化而被其它物質（例如血液）充滿，就會發生實質化。在受傷後的幾個小時內，受傷區域的肺泡會變厚並可能發生實質化。肺泡表面活性劑的產量減少，也使肺泡更易發生塌陷與實質化；表面活性劑的失活使得肺泡的表面張力增加。但最初並未受傷的周圍組織，表面活性劑的產量也可能減少。
挫傷會導致血液成分進入組織，可能造成肺部發炎，也可能使得部分肺部塌陷。巨噬細胞、中性球細胞、其他發炎細胞與血液成分，可以進入肺組織並釋放導致發炎的因子，使得病人更易發生呼吸衰竭。由於發炎，產生過多的粘液，可能會堵塞肺部的某些部分而使其塌陷。即使只有一側胸部受傷，發炎反應也可能影響另一側肺部。未受傷的肺組織可能會發生水腫、肺泡隔膜增厚和其他變化。嚴重的發炎會導致肺部功能障礙，如同急性呼吸窘迫症候群的狀況。

### 通氣／灌注不匹配
正常情況下，通氣對灌注比約為一比一，也就是說，進入肺泡的空氣量（通氣）大約等於肺泡周圍毛細血管中的血液量（灌注）。但在肺挫傷時，充滿液體的肺泡未能充滿空氣，通氣對灌注比下降，因而血紅蛋白未能完全飽和攜帶氧氣，離開肺部的血液並未完全氧合。此外，呼吸器設定未能滿足病人需求，或是胸部外傷的其它連帶損傷（例如連枷胸），也可能導致肺部通氣不足，造成通氣／灌注不匹配的情形。隨著通氣和灌注之間的不匹配增加，血氧飽和度降低。在肺挫傷，可能發生肺低氧性血管收縮，也就是缺乏氧氣的肺泡之鄰近血管因為氧氣濃度降低而收縮（管徑變窄）。於是肺部挫傷處的血管阻力增加，流入其中的血液量減少，更多血液流到通氣較佳的區域。雖然減少流往通氣不良肺泡的血液可以因應通往此區域的血液氧合不佳，但血液的氧含量仍然比正常低。太過嚴重時，單僅補充氧氣並不足以矯正肺泡內積液導致的低血氧；這是許多外傷致死案例的死因。

## 診斷
診斷基於理學檢查發現、受傷機轉病史、放射線影像檢查。  實驗室檢查發現可能也有幫助；例如動脈血氣體分析可能會發現，即使給予病人氧氣補充，病人血中仍然氧氣不足或二氧化碳過多。 但在剛剛發生肺挫傷的病人，血液氣體分析的結果數值可能並未異常。

### 胸部 X 光片

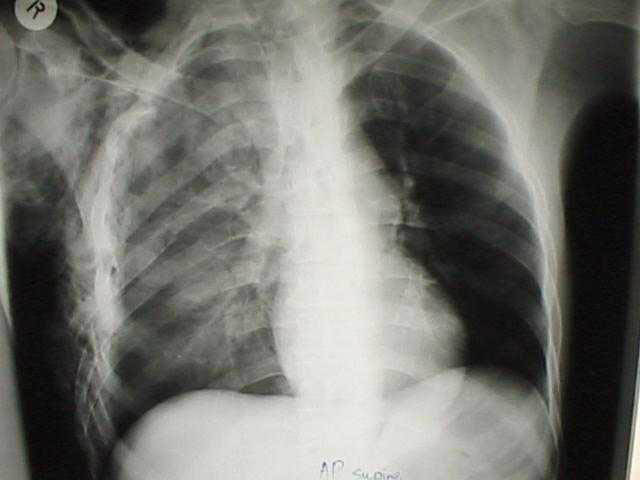
胸部 X 光片顯示病人右側肺挫傷（圖片的左側），且有肋骨骨折和皮下氣腫。

胸部 X 光片是最常用的診斷方法，可輔助確認基於臨床檢查所做出的診斷。在 X 光片上實質化的區域會呈現白色。挫傷的分布範圍一般並不沿著肺葉或肺段的解剖邊界分布。但在X光片上看來，肺挫傷與肺部吸入異物的表現相似，而病人如有血胸或氣胸，可能會影響從X光片判讀肺挫傷影像。在受傷後 48 小時才在X光片上出現的肺挫傷跡象，有可能其實是吸入異物、肺炎或急性呼吸窘迫症候群所致的類似影像表現。
雖然胸部 X 光片是診斷的重要工具，但其在受傷後初期發現病情的敏感度通常不佳。在三分之一的病例中，在受傷後所照的第一張胸部X光片看不到肺挫傷的跡象。典型的白色區域平均需要 6 小時才能在胸部 X 光片上出現，且在受傷後48小時之內也可能看不出肺挫傷。但當 X 光片顯示明顯的肺挫傷，暗示胸部遭受到嚴重創傷，如進行電腦斷層掃描，可能會發現未顯示於 X 光片上的其他損傷。

### 電腦斷層掃描

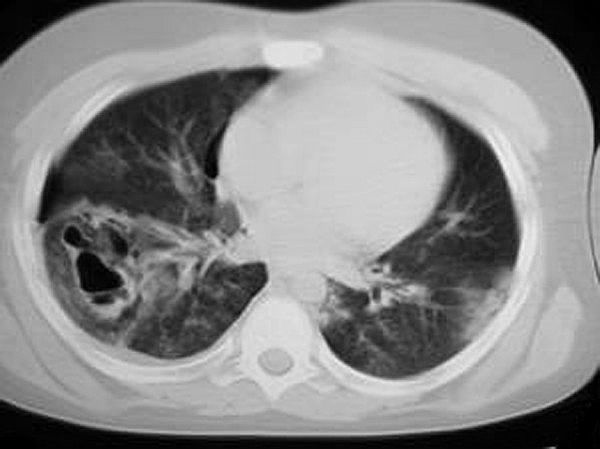
胸部電腦斷層掃描影像，可見肺挫傷、氣胸、假性囊腫。

電腦斷層掃描用於診斷肺挫傷，敏感性比胸部X光更高，還可以檢查是否有伴隨的腹部、胸部或其他損傷。研究顯示胸部 X 光片在 16.3% 的嚴重鈍挫傷患者中發現肺挫傷，而電腦斷層掃描則在 31.2% 的患者中發現肺挫傷。與 X 射線不同，在受傷後，電腦斷層掃描後幾乎可立即發現挫傷。但電腦斷層掃描與一般胸部X光片的影像一樣，隨著出血和肺組織水腫的惡化，在創傷後的最初 24-48 小時內，挫傷的跡象可能會更加明顯。 電腦斷層掃描也有助於確定挫傷的範圍，可作為患者是否需要機械通氣的參考；肺挫傷範圍體積越大，病人越可能需要使用機器通氣。電腦斷層掃描也有助於鑑別挫傷和肺血腫。然而肺挫傷如僅於電腦斷層掃描可見，而一般胸部 X 光片上看不出來，其嚴重程度通常較輕而並不至於影響治療或預後。

### 超音波檢查

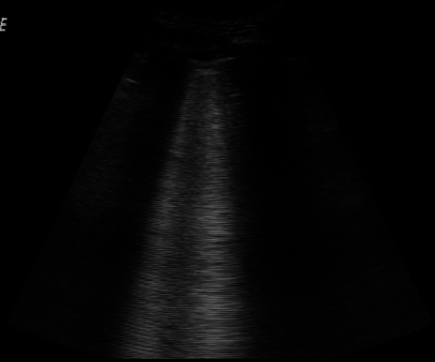
超音波影像，顯示胸部X光片上仍看不出來的初期肺挫傷。垂直的白線（「B線」）是肺部水腫的跡象。

目前仍不常以超音波在病床或事故現場診斷肺挫傷，僅限於對於以超音波診斷其它問題（如氣胸、氣道處理、血胸）有經驗的單位。但有研究指出其準確性可與電腦斷層掃描相當。

## 預防
肺挫傷的預防方式與其他胸部創傷相似。使用安全氣囊加上安全帶，在發生碰撞時可以防止乘員胸部撞擊車輛內部，並將碰撞的力量較均勻地分佈在整個身體，以提供保護。  然而，極少數情況下，如果安全氣囊張開時乘員剛好處於不恰當的位置，反而會導致肺挫傷。汽車安全座椅等兒童約束裝置在車禍中可保護兒童。某些運動可使用護具預防胸部和肺部損傷，例如壘球的捕手要穿戴護甲。  至於無法穿戴護具的運動，例如籃球，可訓練運動員保護胸部免受衝擊。 也可穿戴防護服減輕爆炸中的肺挫傷。儘管由剛性板或其他重型材料製成的傳統防彈衣可以抵擋爆炸產生的破片，但並不能防止爆炸的衝擊波傳遞到肺部，也就無法避免肺挫傷。因此針對很可能遭受爆炸傷的人員設計了特殊的防護衣，可以防止衝擊波通過胸壁傳播到肺部，以保護穿著者免受爆炸性肺損傷。 這類服裝將具有高聲阻抗（物質密度和物質中波速的乘積）和低聲阻抗的材料層交錯排列，分散衝擊波，避免其傳播到組織中。

## 治療
目前沒有治療可以加速肺挫傷的恢復，治療方針主要是支持性治療。要小心病人是否有伴隨挫傷的其它傷害、避免其它損傷，並以支持性治療讓病人的肺挫傷恢復。因為患者的病情可能會逐漸惡化，需要以脈搏血氧儀監測病人的血氧飽和度，並監測液體輸出入平衡與呼吸功能。特別要注意病人是否發生肺炎和急性呼吸窘迫症候群等併發症。治療目標是預防呼吸衰竭並確保足夠的血液氧合。可以給予補充氧氣，並可將氧氣加溫和加濕。如果上述治療無法改善肺挫傷病人的狀況，可以使用體外膜氧合，也就是將血液引入機器，在體外進行氧合並移除二氧化碳後再輸回病人體內。